# AFCアジアカップ1980
AFCアジアカップ1980は、第7回目のAFCアジアカップであり、アジア各国の代表チームによって争われるサッカーの大会である。本大会は、1980年9月15日から同年9月30日にかけて行われ、クウェートが優勝を決めた。

## 出場国
- クウェート　(開催国)　3大会連続3度目
- イラン　(前回優勝国)　4大会連続4度目

他に予選を勝ち抜いた8ヶ国を加え、計10ヶ国が参加した。
- バングラデシュ　初出場
- 中国　2大会連続2度目
- マレーシア　2大会連続2度目
- 朝鮮民主主義人民共和国　初出場
- カタール　初出場
- 韓国　2大会ぶり5度目
- シリア　初出場
- アラブ首長国連邦　初出場

## 本大会

### 1組
|                        | 点 | 試 | 勝 | 分 | 負 | 得 | 失 |
| ---------------------- | -- | -- | -- | -- | -- | -- | -- |
| イラン                 | 6  | 4  | 2  | 2  | 0  | 12 | 4  |
| 朝鮮民主主義人民共和国 | 6  | 4  | 3  | 0  | 1  | 9  | 7  |
| シリア                 | 5  | 4  | 2  | 1  | 1  | 3  | 2  |
| 中国                   | 3  | 4  | 1  | 1  | 2  | 9  | 5  |
| バングラデシュ         | 0  | 4  | 0  | 0  | 4  | 2  | 17 |

1980年9月15日
| 朝鮮民主主義人民共和国 | 3 - 2 | バングラデシュ |

1980年9月16日
| イラン | 0 - 0 | シリア |

1980年9月17日
| 中国 | 6 - 0 | バングラデシュ |

1980年9月18日
| 朝鮮民主主義人民共和国 | 2 - 1 | シリア |

1980年9月19日
| イラン | 2 - 2 | 中国 |

1980年9月20日
| シリア | 1 - 0 | バングラデシュ |

1980年9月21日
| イラン | 3 - 2 | 朝鮮民主主義人民共和国 |

1980年9月22日
| シリア | 1 - 0 | 中国 |

1980年9月24日
| イラン | 7 - 0 | バングラデシュ |

1980年9月25日
| 朝鮮民主主義人民共和国 | 2 - 1 | 中国 |

### 2組
|                  | 点 | 試 | 勝 | 分 | 負 | 得 | 失 |
| ---------------- | -- | -- | -- | -- | -- | -- | -- |
| 韓国             | 7  | 4  | 3  | 1  | 0  | 10 | 2  |
| クウェート       | 5  | 4  | 2  | 1  | 1  | 8  | 5  |
| マレーシア       | 4  | 4  | 1  | 2  | 1  | 5  | 5  |
| カタール         | 3  | 4  | 1  | 1  | 2  | 3  | 8  |
| アラブ首長国連邦 | 1  | 4  | 0  | 1  | 3  | 3  | 9  |

1980年9月15日
| クウェート | 1 - 1 | アラブ首長国連邦 |

1980年9月16日
| 韓国 | 1 - 1 | マレーシア |

1980年9月17日
| カタール | 2 - 1 | アラブ首長国連邦 |

1980年9月18日
| クウェート | 3 - 1 | マレーシア |

1980年9月19日
| 韓国 | 2 - 0 | カタール |

1980年9月20日
| マレーシア | 2 - 0 | アラブ首長国連邦 |

1980年9月21日
| クウェート | 0 - 3 | 韓国 |

1980年9月22日
| マレーシア | 1 - 1 | カタール |

1980年9月24日
| 韓国 | 4 - 1 | アラブ首長国連邦 |

1980年9月25日
| クウェート | 4 - 0 | カタール |

### 準決勝
1980年9月28日
| クウェート | 2 - 1 | イラン |

1980年9月28日
| 韓国 | 2 - 1 | 朝鮮民主主義人民共和国 |

### 3位決定戦
1980年9月30日
| イラン | 3 - 0 | 朝鮮民主主義人民共和国 |

### 決勝
1980年9月30日
| クウェート | 3 - 0 | 韓国 |

## 最終結果
| AFCアジアカップ1980優勝国 |
| ------------------------- |
| · クウェート · 初優勝     |